# Dasht-e Kavĩr
Dasht-e Kavir (perzijsko دشت كوير, dob. 'puščavsko slano močvirje'), znana tudi kot Kavir-e Namak (Lit. slano močvirje) ali Velika slana puščava, je velika puščava, ki leži v središču iranske planote. Velika je približno 800 x 320 km s skupno površino okoli 77.600 km² in je 23 največja puščava na Zemlji. Področje te puščave se razteza od gorovja Elbrus na severozahodu do puščave Dasht-e Lut na jugovzhodu in si jo delijo iranske province Horasan, Semnan, Teheran, Isfahan in Yazd.
Dasht v perzijščini pomeni puščava. Ime je dobila po slanih močvirjih (kavirs), ki se tam nahajajo. Namak v perzijščini pomeni sol.

## Lastnosti
V osrednjem delu puščave leži Kavir Buzruk (Veliki Kavir), ki je približno 320 km dolg in 160 km širok. Na zahodu leži Darya-ye Namak (Jezero soli) s površino 1800 km². Vsebuje nekaj velikih solnih plošč mozaičnih oblik. Je del 4.000 km² zaščitene ekološke cone, Narodnega parka Kavir. Eden od najbolj opustošenih krajev Dasht-e Kavir so sipine Rig-e Jenn.

## Klima in struktura
V puščavi Dasht-e Kavir je podnebje skoraj sušno in je območje zelo izsušeno. Temperature v poletnih mesecih lahko dosežejo 50 °C, povprečna januarska temperatura je 22 °C. Dnevne in nočne temperature se med letom lahko razlikujejo tudi do 70 °C. Dež izjemoma pade v zimskem času. 
Puščavska tla so pokrita s peskom in prodom, tukaj so močvirja, jezera in vadiji. Vročina povzroča ekstremno izhlapevanje, kar izsuši močvirja in blatno podlago spremeni v velike skorje soli. Pogoste so močne peščene nevihte, pri čemer lahko nastanejo do 40 metrov visoki peščeni griči. Nekateri deli Dasht-e Kavir so pokriti z lepimi stepami.

## Rastlinstvo in živalstvo
Vegetacija je v puščavi Dasht-e Kavir prilagojena na vroče in sušno ozračje, kot tudi s soljo prepojeno zemljo. Skupine rastlinskih vrst, kot so grmovnice in trave, je mogoče najti le v nekaterih dolinah in na gorskih vrhovih. Najbolj razširjena rastlina je neke vrste pelin (Artemisia).
Perzijska talna šoja je vrsta ptic iz družine vranov, ki živi v nekaterih delih puščavske planote, skupaj z ovratničarsko dropljo (Chlamydotis undulata), škrjanci (Alaudidae) in stepskimi kokoškami (Pteroclidiformes). 
Perzijske gazele živijo v stepskih in puščavskih predelih osrednje planote. Divje ovce (Ovis orientalis), kamele, koze (Capra aegagrus) in leopardi so pogosti v gorskih območjih. Nočno življenje živijo divje mačke, volkovi, lisice in druge zveri. V nekaterih predelih puščave živi divji perzijski osel (gur v perzijščini), redko celo azijski gepard. Na osrednji planoti živijo tudi različne kuščarice in kače.

## Kmetijstvo
Ekstremna vročina in velika neurja v puščavi Dasht-e Kavir povzročajo hudo erozijo, zaradi česar je skoraj nemogoče pridobiti obdelovalne površine. Puščava je skoraj nenaseljena in le slabo izkoriščena. Kamele in ovce so v kmetijstvu skoraj edini vir za preživetje tistih nekaj ljudi, ki živijo na tem območju. Naseljenost je omejena na nekatere oaze, kjer so posebej grajene hiše odporne na veter in težke vremenske razmere. Za namakanje so Iranci razvili kompleksen sistem vodnih virov znanih kot kanati. Ti so še vedno v uporabi in tudi sodobni sistemi pridobivanja vode temeljijo na teh tehnikah.